# Fishia instruta
Fishia instruta är en fjärilsart som beskrevs av Smith 1910. Fishia instruta ingår i släktet Fishia och familjen nattflyn. Inga underarter finns listade i Catalogue of Life.